# دانشگاه آزاد اسلامی واحد قشم
دانشگاه آزاد اسلامی واحد قشم، یکی از واحدهای دانشگاه آزاد اسلامی در شهر قشم است که در سال ۱۳۷۰ بنیانگذاری شد. این دانشگاه دارای ۶٬۵۰۰ دانشجو و ۷۸ رشته در مقاطع کاردانی پیوسته و ناپیوسته، کارشناسی پیوسته و ناپیوسته، کارشناسی ارشد، پزشکی (دکتری حرفه‌ای) و دکتری تخصصی است.

## دانشکده‌ها
- دانشکده پزشکی واحد بین‌الملل قشم
- دانشکده پردیس بین‌الملل قشم
- دانشکده علوم انسانی
- دانشکده مهارت و کارآفرینی سما قشم